# Virgin Australia Regional Airlines
Virgin Australia Regional Airlines è una compagnia aerea regionale facente parte della Virgin Australia Holdings Limited e basata all'aeroporto di Perth. Raggiunge varie città in Australia, nonché la località di Bali (in Indonesia) mediante voli charter. Ha assunto questo nome in seguito all'acquisizione della Skywest Airlines (a sua volta precedentemente denominata Carnarvon Air Taxis) nell'aprile 2013, da parte della holding di Richard Branson.

## Storia

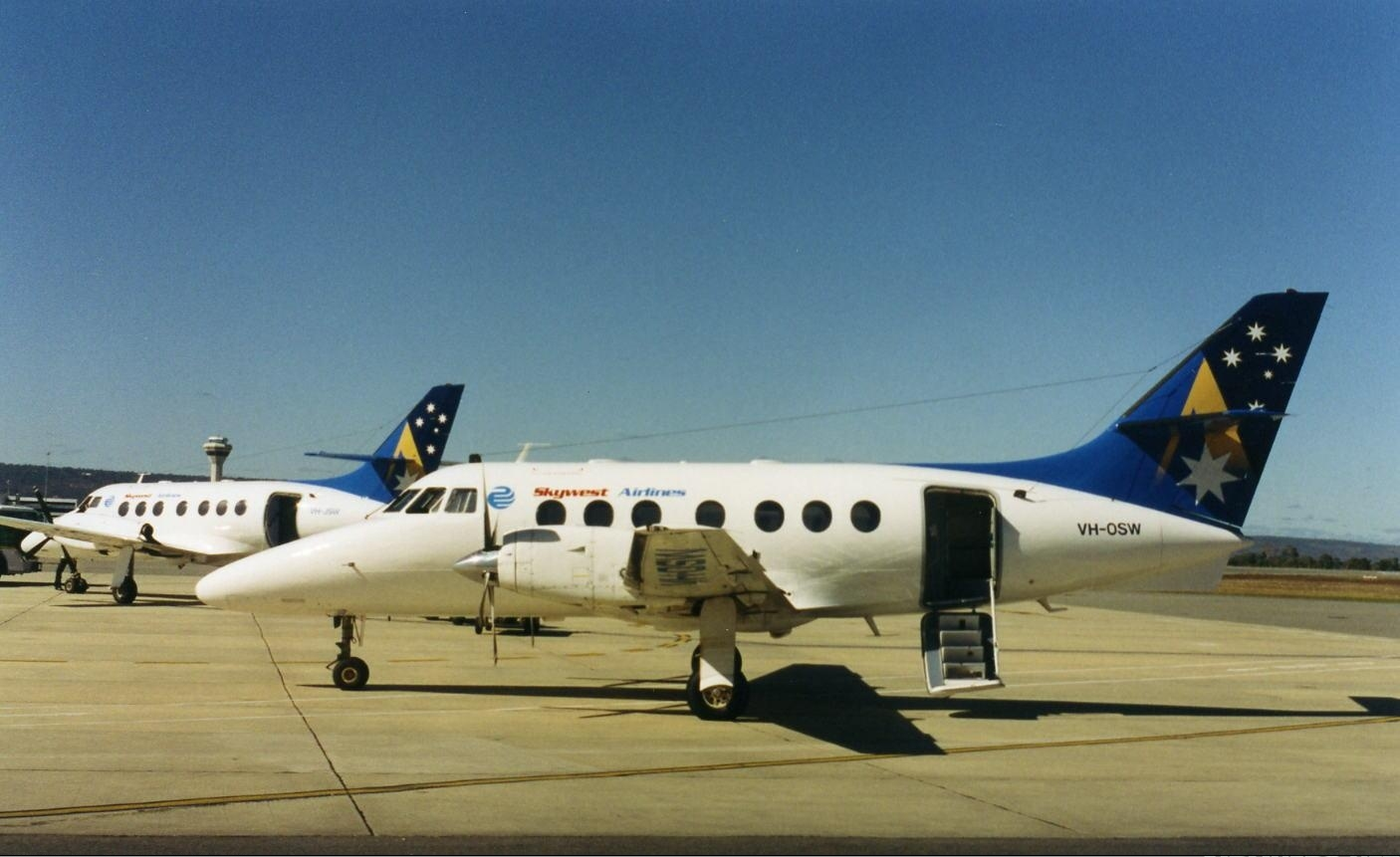
Due British Aerospace Jetstream 31 della Skywest all'aeroporto di Perth a metà degli anni '90.

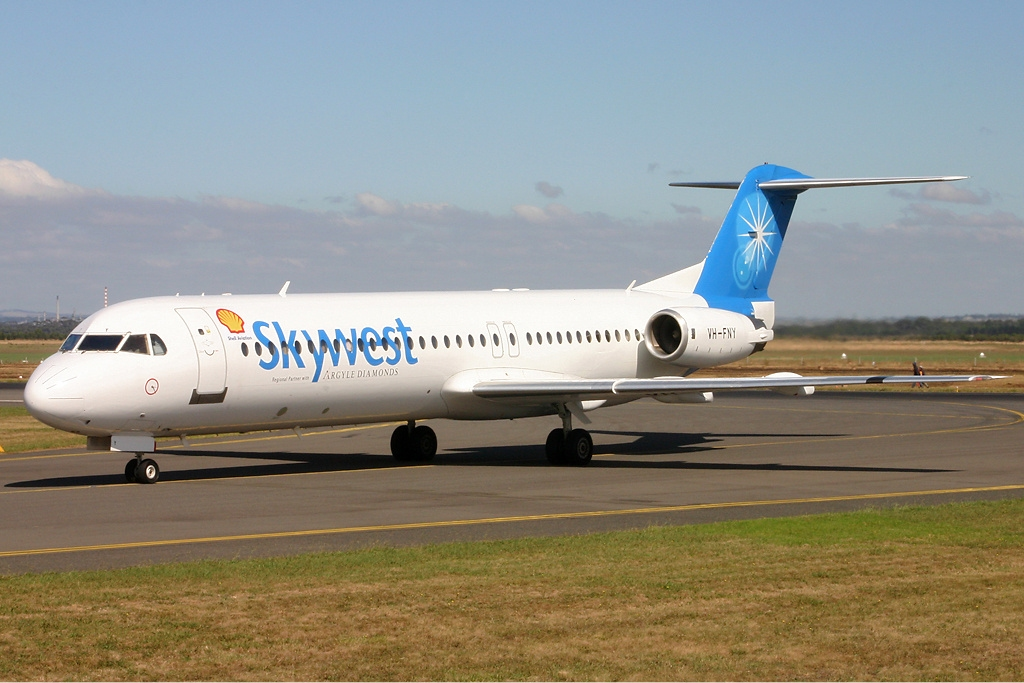
Un Fokker 100 della Skywest nel 2005.

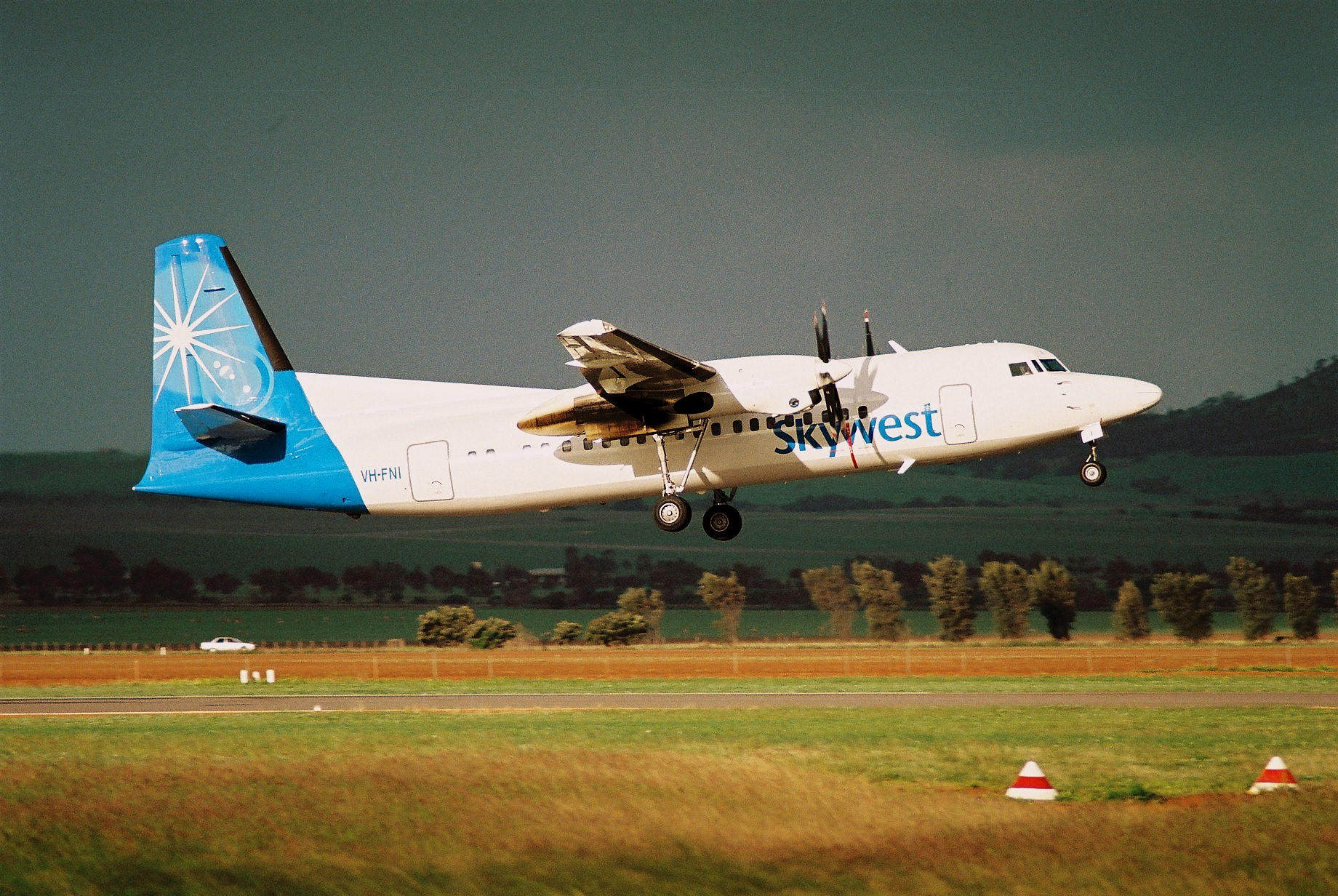
Un Fokker 50 della Skywest Airlines.

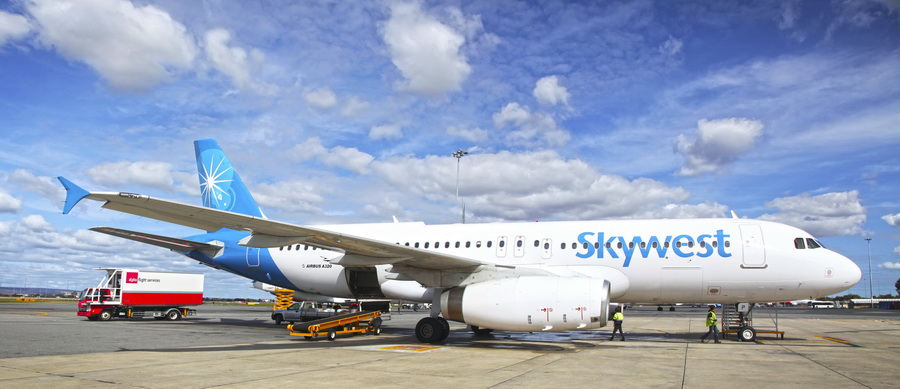
Un Airbus A320 della Skywest all'aeroporto di Perth.

L'odierna Virgin Australia Regional Airlines fu fondata nel 1963 con il nome di Carnarvon Air Taxis ed operando voli charter dalla base di Carnarvon, nell'Australia Occidentale. Nel 1979 cambia il nome in Skywest Aviation e si sposta all'aeroporto di Perth per farne la sua base, mentre nel 1980 acquisisce la Stillwell Airlines e le sue rotte assumendo il nome di Skywest Airlines: con una flotta di 39 velivoli era la seconda compagnia aerea australiana.
Nel 1982 Skywest Airlines e TransWest Airlines si fusero: in quel periodo Skywest aveva 16 aerei, mentre TransWest 25.
Nel 1983 fu proposta la fusione con la East-West Airlines, in quanto entrambe possedute dal gruppo Devereaux; ciò non avvenne, ma la East-West iniziò ad operare voli nell'Australia Occidentale per conto della Skywest. Nel 1987 la compagnia perse il contratto governativo del Coastwatch e conseguentemente ci fu un indebolimento dei profitti; fu così comprata dal gruppo Perron, che la girò poi a TNT/News Limited, ed iniziò le operazioni di volo per conto della Ansett Australia. In quel periodo gli aerei maggiormente utilizzati dalla Skywest erano cinque BAe Aerospace Jetstream 31.
Nel 1998 la Ansett introdusse i Fokker 50; la Skywest continuò ad operare per la compagnia di bandiera australiana fino al fallimento di questa nel 2002. Nonostante ciò fu acquisita da investitori privati; nel 2004 fu al centro di una missione di acquisto da parte della compagnia di investimenti di Singapore CaptiveVision Capital e la manovra si concluse in un aumento nelle azioni societarie, fino ad avere il 100% della compagnia. Il 9 febbraio 2007 la Tiger Airways mise a tacere le spuclazioni giornalistiche che ritenevano ci fosse un interessamento della compagnia verso la Skywest
Intanto la flotta della Skywest si ampliava sempre più e così anche gli aerei erano sempre più capaci (infatti furono acquisiti anche dei Fokker 100 da 100 posti). Il 29 ottobre 2009 fu affittato un Airbus A320 (con marche VH-FNP) da utilizzare nella tratta fra Perth e Cloudbreak per servire i lavoratori della miniera di ferro del Fortescue Mining Group. Nel 2011 fu affittato un Airbus 320 opzionale, entrato in servizio nell'agosto dello stesso anno, oltre ad essere acquistato un ulteriore Fokker 100.
Nello stesso anno fu stipulato un contratto con la Virgin Australia di 10 anni: esso prevedeva l'acquisizione di 18 nuovi aerei ATR-72 e che le tratte fossero operate da aerei con la livrea della compagnia di Branson. Nasceva così la Virgin Australia Regional Airlines.
Il 30 ottobre 2012 vide l'acquisto del 10% della Skywest Airlines da parte della Virgin Australia Holdings Limited, mentre l'11 aprile 2013 ci fu l'acquisizione totale della Skywest.

## Accordi con le compagnie minerarie
Virgin Australia Regional Airlines ha stipulato molti accordi con aziende che operano nel campo minerario per servire tramite voli charter l'industria di questo settore, in grande sviluppo nell'Australia Occidentale.

## Flotta

### Flotta attuale

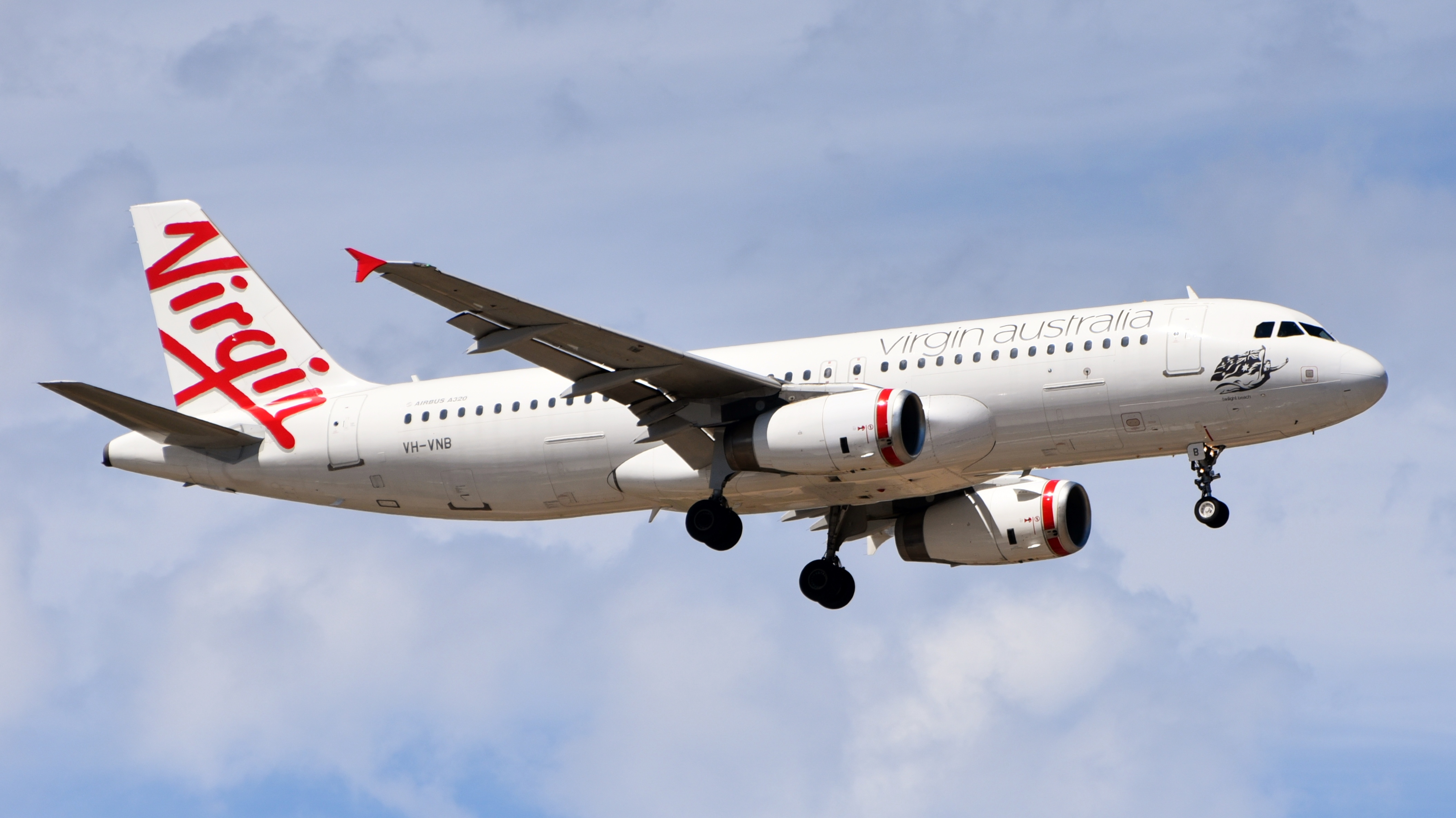
Un Airbus A320-200.

Ad ottobre 2024 la flotta di Virgin Australia Regional è così composta:

### Flotta storica

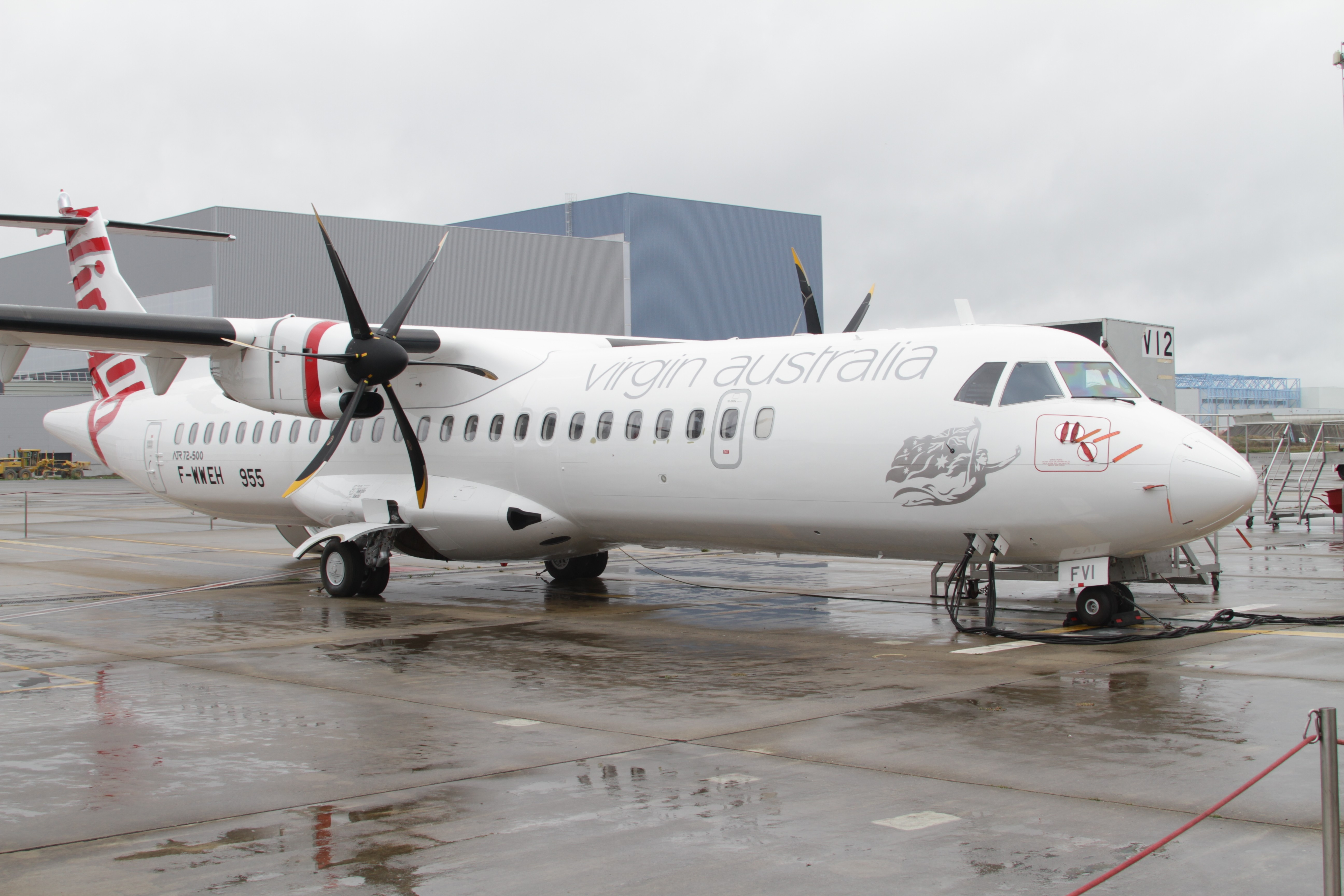
Un ATR 72.

Nel corso degli anni, Virgin Australia Regional ha operato con i seguenti aeromobili: